# 기독교복음선교회
기독교복음선교회(基督敎福音宣敎會, CGM)는 대한민국의  정명석이 창립한 사이비 종교다. JMS(Jesus Morning Star)라고 하나 Jung Myung-seok으로 세간에 알려져 있기도 하다. 세간에 많은 문제와 여성도 성폭행 등의 심각한 사회 문제를 일으켰다고 보도가 되었다. 이 때문에 한국기독교총연합회에서 해당 종교를 사이비 종교로 규정하는 등 사이비 종교로 평가된다.
그러나 위 주장들은 한국 기독교의 신흥종교에 대한 견제의 한  주장이며,  이단 프레임에 의한 현시대  또다른 종교재판 및 억압과 핍박으로 보여 지는 부분도 있다고 많은 종교학자들은 전하고 있다.
기독교복음선교회의 입장은 한국 기독교가  2000년전 유대교가 예수를 창녀 및 문란한 사마리아인들과 어울리는 이단아라고 폄훼, 핍박한 격과 같다고 주장하고 있다.

## 명칭
창립 당시에는 애천(愛天)선교회 또는 애천교회(1980~1990)라는 명칭을 사용하였다. 이후 세가 불어나자 세계청년대학생MS연맹(1989~1996)이라는 명칭을 썼으며, 이후 90년대 중반 다시 국제크리스천연합(1996~1999)이라는 이름으로 바꾸었다. 21세기에 들어서는 동서크리스챤선교회(1999~2003)와 더불어 매우 중립적인 명칭인 기독교복음선교회(1999~)를 혼용해서 사용하고 있다. 
현재 사용 중인 기독교복음선교회라는 명칭도 통상적인 의미의 선교회보다는, 한 종파를 총칭하는 교단의 성격에 가깝다.

## 역사

### 창립 이전
기독교복음선교회(CGM)는 1982년 3월 한국 대학생 선교회의 창립을 기점으로 형성된 단체로 알려져 있다. 1983년 5월에는 월간 《동녘》을 창간하고, 같은 해 12월 예수교대한감리회에 교단으로 가입하여 교계 활동의 초석을 다졌다. 이후 1987년 12월에는 한민족 화합을 위한 구국대성회를 개최하고, 1989년 12월 세계청년대학생 MS연맹으로 개편하며 국내외 선교 네트워크를 확장했다.
1990년 9월 신학원을 개원한 뒤 같은 해 10월에는 ‘위대한 한국을 위한 사랑과 평화의 대제전’을 열었다. 1991년 4월에는 전국대학생 환경보전 실천대회를 진행하고, 1992년 5월에는 창립 10주년을 맞아 기념대회와 민족 화합 대제전을 함께 개최했다. 1993년 9월 ‘지구를 깨끗이’ 환경 캠페인을 실시하고, 1995년 5월 전국 75개 대학교에서 전도 집회를 열어 청년 선교 활동에 주력했다.

### 창립 이후
이후 1999년 10월 기독교복음선교회(CGM)로 창립을 공식화하며 조직과 명칭을 재정비했다. 2000년 7월에는 CGM 사회봉사단이 해외봉사 활동을 시작했고, 2001년 2월 CGM 자원봉사단체협의회를 발족하여 대내외 봉사를 제도화했다. 2006년 8월에는 아시아 평화 컵 체육대회를, 2007년 8월에는 국제평화 스포츠 예술 축전을 주최했으며, 2008년 5월 태안반도 대청결운동과 무료진료활동, 같은 해 8월 2008 국제평화스포츠예술축전을 거행했다. 2009년에는 어려운 이웃을 위한 사랑의 저금통 운동과 국제평화스포츠축전을 실시하는 등 여러 행사를 통해 활동 범위를 넓혔다.
2010년 6월 월명동 꽃 축제 ‘주님과 여행’을 개최하고, 10월 세계 지도자 평화 포럼을 열었으며, 2011년 9월 전국전도집회 ‘기쁨의 축제’와 11월 아시안컵 축구대회를 주관했다. 2012년 5월에는 세계청년전도집회 ‘젊음의 희망축제’, 7월에는 성경포럼을 열었고, 2013년 1월 세계선교를 위한 영성캠프, 10월 세계전도집회 ‘돌보석 생명보석’을 진행했다. 2014년에는 세계대학부 성경세미나(8월)와 아시안컵 축구대회(10월)를 개최했다.
2015년에는 3월 전도대회 ‘생명의 날’, 8월 세계선교를 위한 영성캠프 등을 진행했다. 2016년 5월에는 성경포럼을, 10월 아시아 평화 컵 체육대회를 개최했다. 2017년 5월 CGM 실천신학이 개강한 뒤, 10월에는 자연수련원 월명동 꽃 축제 및 돌보석유토피아 축제를 열었다. 2018년 10월 가을 단풍 축구대회와 가을 음악회, 2019년 5월 국제평화축구대회, 7월 성자사랑의집 헌당예배, 9월 국제평화배구대회, 12월 17기 실천신학 졸업식을 진행하였다.
2020년 2월부터 전 세계 온라인 예배를 시작하며 비대면 예배 체제로 전환했고, 11월에는 서양권을 대상으로 온라인 순회를 실시했다. 2021년 2월 일본, 3월 아시아, 5월 서양권을 차례로 온라인 순회했으며, 7월 아시아 수료식을 거행했다. 2022년 1월에는 국내 온라인 전도집회를 열었고, 2023년 10월 ‘2023 민족과 세계를 위한 화합과 평화 구국 기도회’를 진행하며 단체 활동을 이어가고 있다.